# La Serra (Conca de Dalt)
La Serra és una serra interna del municipi de Conca de Dalt, antigament del de Claverol, just a llevant del poble de Claverol (Conca de Dalt). És, de fet, el contrafort sud-oest del cim de Claverol. Separa la vall del barranc de Claverol, a ponent, del barranc de la Font d'Artic, a llevant.